# Instituto de Aeronáutica Civil de Cuba
El Instituto de Aeronáutica Civil de Cuba (IACC) es el organismo encargado de dirigir, ejecutar y controlar la Política del Estado de la República de Cuba en cuanto al transporte aéreo, la navegación aérea civil y sus servicios auxiliares y conexos. Tiene su sede en Vedado, Plaza de la Revolución, La Habana. El Decreto Ley 85 de fecha 12 de junio de 1985 estableció el IACC.